# Nesydrion nigrinerve
Nesydrion nigrinerve is een insect uit de familie van de Nymphidae, die tot de orde netvleugeligen (Neuroptera) behoort. 
Nesydrion nigrinerve is voor het eerst wetenschappelijk beschreven door Esben-Petersen in 1914.